# L'emperador de París
L'emperador de París (títol original en francès, L'Empereur de Paris'') és una pel·lícula francesa de gènere policial-històrica dirigida per Jean-François Richet i estrenada el 2018 que suposava la tercera col·laboració entre el director i l'actor Vincent Cassel. Està inspirada en el personatge real d'Eugène-François Vidocq. La pel·lícula va ser nominada a les candidatures en els Premis César, com a millor vestuari i millor decorat. S'ha subtitulat al català.

## Sinopsi
Sota l'imperi de Napoleó, Eugène-François Vidocq, l'únic home que ha aconseguit escapar de les més grans presons del país, és una llegenda dels baixos fons parisencs. Donat per mort després de la seva última gran evasió, l'expresidiari intenta passar desapercebut darrere de la disfressa d'un simple comerciant. No obstant això, el seu passat el persegueix i després de ser acusat d'un assassinat que no ha comès, proposa un tracte al cap de policia: s'hi uneix per combatre la màfia, a canvi de la seva llibertat. Malgrat els seus excel·lents resultats, provoca l'hostilitat de companys del cos així com de l'hampa, que ha posat preu al seu cap.

## Repartiment
- Vincent Cassel com a Eugène-François Vidocq.
- Freya Mavor com a Annette.
- Denis Ménochet com a Dubillard.
- August Diehl com a Nathanael de Wenger.
- James Thierrée com a duc de Neufchâteau.
- Patrick Chesnais com a M. Henry
- Olga Kurylenko com a baronessa Roxane de Giverny.
- Fabrice Luchini com a Joseph Fouché.
- Denis Lavant com a Maillard.
- Jérôme Pouly com a Courtaux.
- Antoine Basler com a Perrin.
- Nemo Schiffman com a Charles.
- Frédéric Fix com a Pélissier.